# Kameleoni (album)
Kameleoni je prvi studijski album skupine Kameleoni. Album je bil leta 1981 posnet v Studiu Tivoli in izdan istega leta pri založbi ZKP RTV Ljubljana. Album je nastal ob prvi ponovni obuditvi Kameleonov leta 1981. A stran albuma vsebuje predelave nekaterih skladb iz 60. let (»Nina gubi nadu«, »2006«, »Sjaj izgubljene ljubavi«, »U mom gradu«, »Gdje si«), B stran pa sestavljajo nove avtorske skladbe.
Leta 2006 je pri založbi ZKP RTV Slovenija izšel ponatis plošče na zgoščenki.

## Seznam skladb
| A stran | A stran                                                     | A stran |
| Št.     | Naslov                                                      | Dolžina |
| ------- | ----------------------------------------------------------- | ------- |
| 1.      | „Nina gubi nadu‟ (Danilo Kocjančič/Drago Mislej)            | 3:27    |
| 2.      | „2006‟ (Kocjančič/Tulio Furlanič)                           | 2:49    |
| 3.      | „Sjaj izgubljene ljubavi‟ (Kocjančič/Furlanič, Vanja Valič) | 3:22    |
| 4.      | „U mom gradu‟ (Kocjančič/Mislej)                            | 3:04    |
| 5.      | „Gdje si‟ (Goran Tavčar/Valič)                              | 3:06    |

| B stran | B stran                                 | B stran |
| Št.     | Naslov                                  | Dolžina |
| ------- | --------------------------------------- | ------- |
| 1.      | „Voz za kraj‟ (Marjan Malikovič/Mislej) | 2:53    |
| 2.      | „Dolazi zima‟ (Ogrin/Mislej)            | 5:18    |
| 3.      | „Generacija‟ (Ogrin/Mislej)             | 3:42    |
| 4.      | „Ja sam ptica‟ (Malikovič/Mislej)       | 3:41    |

## Zasedba

### Kameleoni
- Danilo Kocjančič – kitara, vokal
- Marjan Malikovič – kitara, vokal
- Tulio Furlanič – bobni, vokal
- Jadran Ogrin – bas, vokal
- Vanja Valič – klaviature, vokal

### Gostje
- Ferdinand Maraž – klaviature
- Milan Lončina – klaviature
- Nelfi Depangher – bobni
- Zlatko Klun – bobni